# Mymensingh

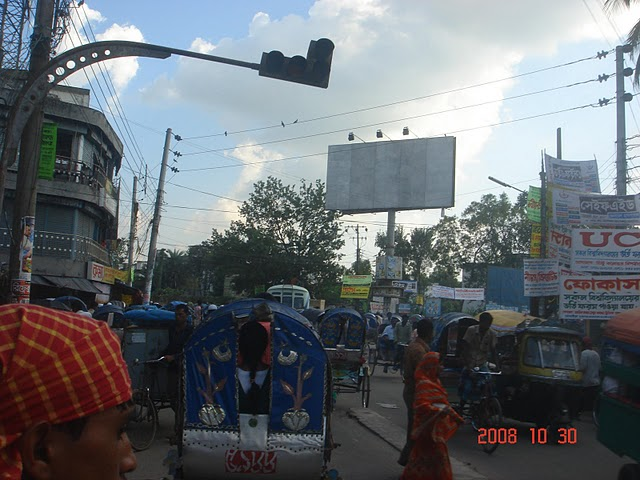
Gata i Mymensingh.

Mymensingh är en stad i Bangladesh och är huvudort för provinsen Mymensingh. Staden hade 258 040 invånare vid folkräkningen 2011, med förorter 389 918 invånare. Det anses att stadens namn kommer från Momen Shah, som var en härskare över området i äldre tider. Mymensingh blev en egen kommun 1859, ändrade namn till Nasirabad 1905, och återfick sitt nuvarande namn 1960.